# Čapljina

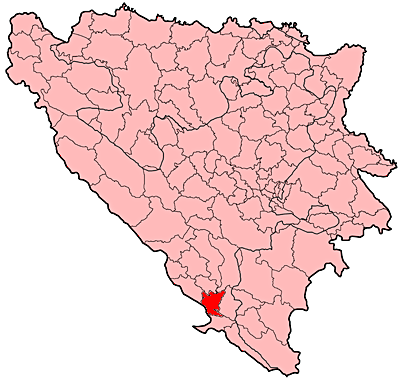
Localização

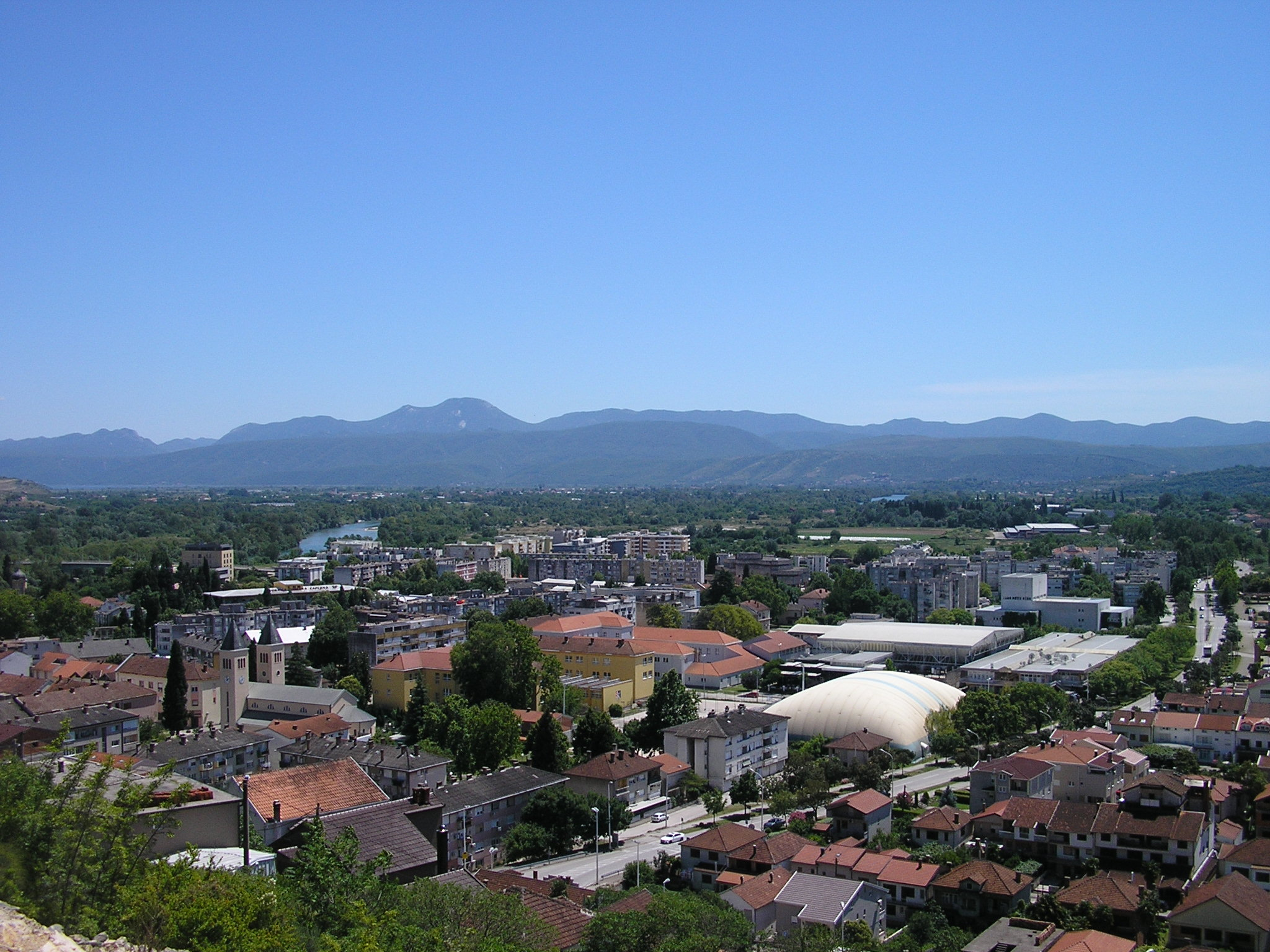
Uma foto panorâmica de Čapljina (março de 2015)

Čapljina (pronúnciaⓘ) é uma vila e município do mesmo nome na Bósnia e Herzegovina e está localizada no cantão de Herzegovina-Neretva da Federação da Bósnia e Herzegovina. Čapljina está localizada na fronteira com a Croácia e a apenas 20 km do Mar Adriático.